# Большая Купка
Больша́я Купка́ — река в России, протекающая по Омсукчанскому району Магаданской области, правый приток Буюнды. Длина реки — 216 км, площадь водосборного бассейна — 10400 км². 
Река берёт начало в горах Колымско-Охотского водораздела, на высоте более 800 м над уровнем моря. Протекает по Колымскому нагорью. В верховьях течёт на юг, огибает с юга горный массив, принимая ряд небольших притоков, в том числе сток из озера Мельдек по одноимённой реке. Затем преимущественное направление течения меняется на северо-западное. В среднем течении протекает в межгорной долине, отделяющей Купкинское мелкогорье на западе и гору Дагор (1759 м) на востоке. Близ впадения реки Килгана через Большую Купку перекинут автомобильный мост на трассе 44Н-3. Впадает в Буюнду по правому берегу на отметке 329 м над уровнем моря в 223 км от её впадения в Колыму. Ширина перед устьем — 110 м при глубине 1,5 м; скорость течения в низовьях составляет 1,3 м/с. Населённых пунктов на реке нет. 

## Основные притоки
Указаны притоки длиной более 50 км.
| Название | Расстояние от устья | Длина | Положение |
| -------- | ------------------- | ----- | --------- |
| Килгана  | 31                  | 145   | левый     |
| Семейная | 127                 | 54    | правый    |

## Данные водного реестра
По данным государственного водного реестра России и геоинформационной системы водохозяйственного районирования территории РФ, подготовленной Федеральным агентством водных ресурсов:
- Бассейновый округ — Анадыро-Колымский
- Речной бассейн — Колыма
- Речной подбассейн — Колыма до впадения Омолона
- Водохозяйственный участок — Колыма от Колымской ГЭС до впадения реки Сеймчан
- Код водного объекта — 19010100212119000016160